# Droit albanais
Le droit albanais est le droit de tradition civiliste appliqué en Albanie. Le droit albanais contient encore des éléments de kanun.

## Sources du droit
L'article 116 de la Constitution établit la hiérarchie des normes en droit albanais :
- la Constitution,
- les instruments internationaux ratifiés,
- les lois,
- les actes normatifs du Conseil des ministres,
- les actes des autorités locales (et applicable que dans celles-ci)[2],
- les actes adoptés par un ministère ou l'administration, applicable sur tout le territoire mais uniquement au sein de la structure en question[3].

### Constitution
La Constitution de l'Albanie est la norme suprême d'Albanie.

### Traités internationaux
L'article 5 dispose que l'Albanie applique les traités qui la lie. Les accords internationaux font partie du système judiciaire albanais et s'appliquent directement (sauf s'ils ne sont pas auto-exécutoires).
Les traités sont supérieurs à la loi. Le droit dérivé des organisations internationales est lui aussi supérieur à la loi.

### Législation
Les législations sont élaborées par l'Assemblée d'Albanie. Une loi est votée trois fois : sur le principe, article par article et dans sa totalité.

## Sources

## Compléments